# Subbelba paucituberculata
Subbelba paucituberculata är en kvalsterart som först beskrevs av Bayartogtokh, Choi och Aoki 2000.  Subbelba paucituberculata ingår i släktet Subbelba och familjen Damaeidae. Inga underarter finns listade i Catalogue of Life.